# Hendrik Voogd

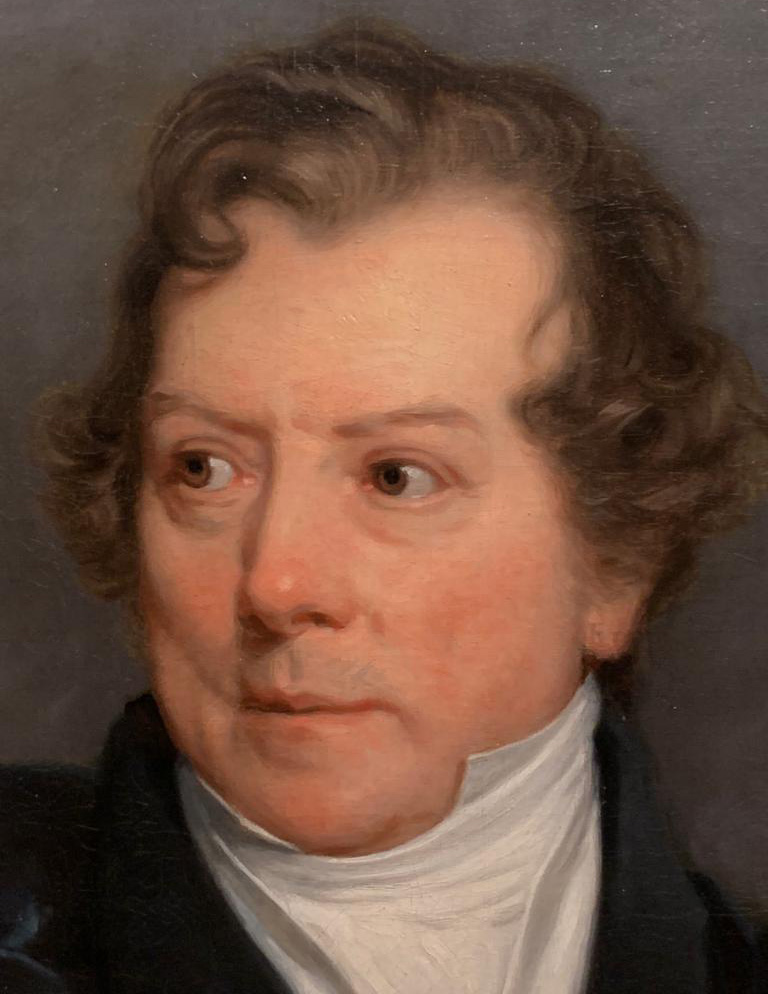

Hendrik Voogd (Amsterdam, 10 luglio 1768 – Roma, 4 settembre 1839) è stato un pittore olandese, particolarmente attivo in Italia.

## Biografia
Hendrik Voogd è nato il 10 luglio 1768 ad Amsterdam nell'allora Repubblica delle Sette Province Unite.
A partire dal 1783, Voogd studiò presso un'accademia locale e poi divenne apprendista sotto il pittore di carta da parati Juriaan Andriessen.
Nel 1788, appena ventenne, ottenne un aiuto finanziario del collezionista d'arte di Amsterdam D. Versteegh (1751–1822) che gli permise di partire per Roma per poter perfezionare la sua tecnica della pittura paesaggistica.
Molto poco si sa della sua vita: decise di rimanere in Italia per il resto della sua vita (tranne una breve visita nei Paesi Bassi nel 1828), non sposandosi e probabilmente non avendo mai avuto neanche figli.
Voogd morì il 4 settembre 1839 a Roma, nello Stato Pontificio.

## Produzione artistica
Da una delle sue rare lettere spedite dall'estero, sembra che Voogd abbia prodotto numerosi dipinti della città di Roma e dei suoi dintorni, inclusi Tivoli, Lago Albano, Castel Gandolfo e Lago di Nemi. Alcuni di questi disegni, eseguiti per lo più a matita e con il gessetto nero, sono elementi del paesaggio naturale, come alberi e rocce; altri ritraggono delle viste campestri.
Durante i suoi primi anni romani egli dipinge prevalentemente disegni con acquerelli colorati, nel tipico stile lineare del tardo XVIII secolo. Alcune delle sue opere possono essere trovate al Rijksmuseum.
Particolarmente degne di nota, nelle sue produzioni, sono la particolare tecnica usata per il fogliame degli alberi, molto lussureggianti, e quella usata per rappresentare la luce e i suoi effetti; dal 1806, il bestiame inizia ad assumere una primaria importanza nella sua produzione.

## Influenze ed eredità artistica
Viene influenzato dagli artisti del Secolo d'oro olandese (in particolare, da Herman van Swanevelt) e da Claude Lorrain, tanto da essere soprannominato l'"olandese Claude Lorrain", a causa dello stile molto simile con il pittore francese.
Durante i suoi oltre 50 anni in Italia, ha modo di conoscere e stringere anche profonde amicizie con molti degli artisti italiani del suo tempo: Pietro Ronzoni, Antonio Canova (al quale commissiona la Stele Traversa per la pittrice Bianca Milesi), Nicolas-Didier Boguet, Johann Christian Reinhart e Johann Martin von Rohden.
Sebbene considerato un artista secondario e vecchio stile (a quanto traspare dal suo necrologio), la scoperta nel 1959 di circa 200 dei suoi disegni e dipinti nel Castello Duivenvoorde nell'Olanda Meridionale rianimò l'interesse per il suo lavoro.